# Lasowice Wielkie
Lasowice Wielkie (in tedesco Groß Lassowitz) è un comune rurale polacco del distretto di Kluczbork, nel voivodato di Opole.
Ricopre una superficie di 210,84 km² e nel 2006 contava 7 192 abitanti.
Nel comune vige il bilinguismo polacco/tedesco.

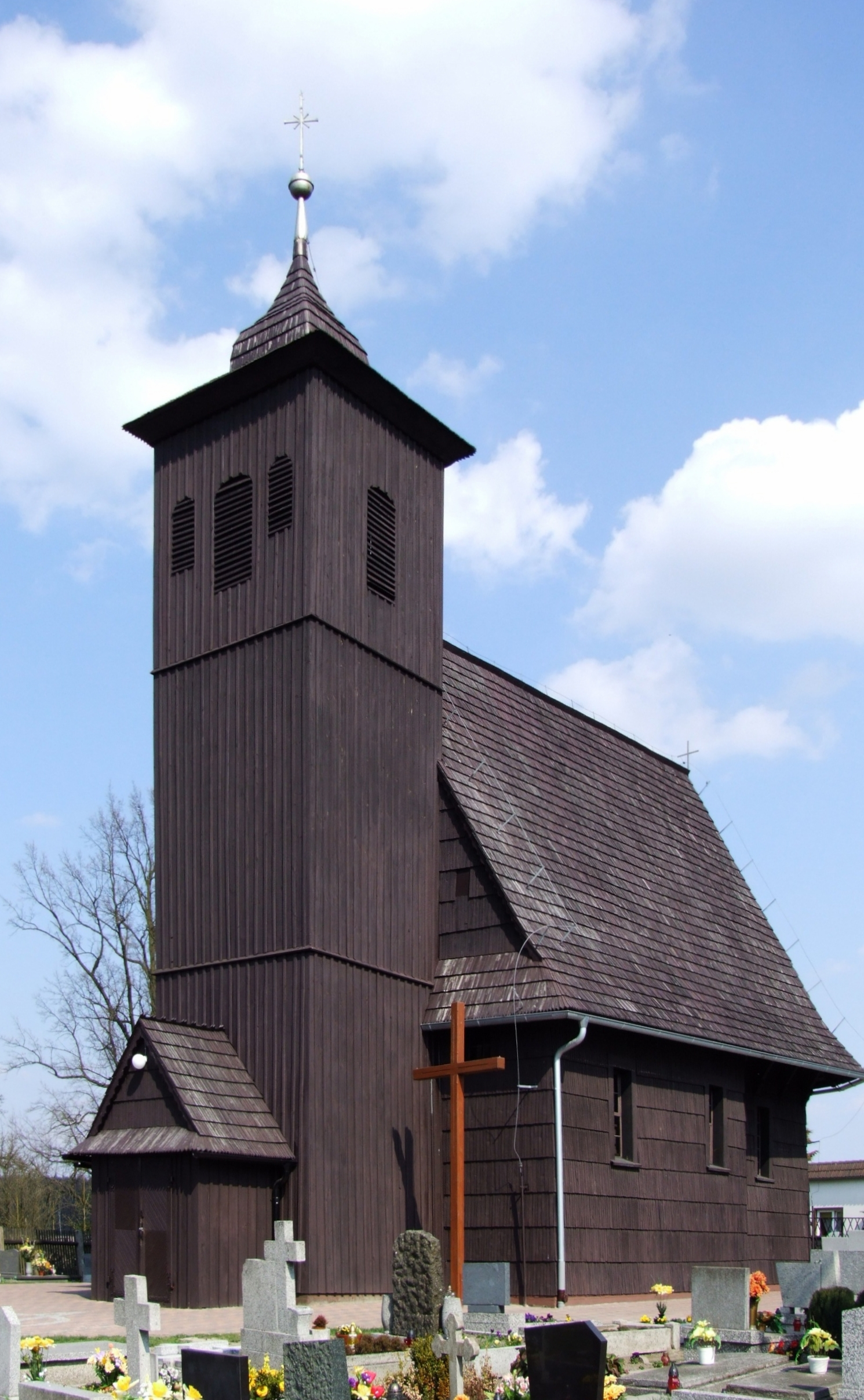
Antica chiesa di legno